# Gymnasium Kirn
Das Gymnasium Kirn ist das Gymnasium der Stadt Kirn in Rheinland-Pfalz. Die gegenwärtige Schülerzahl liegt bei etwa 520.

## Historisches
Das Kirner Gymnasium ging ursprünglich aus dem Piaristenkolleg, einer katholischen Schule, hervor. 1815 wurden erstmals Initiativen zur Gründung einer höheren Schule in Kirn angestrebt, die 1821 durchgesetzt wurden. Dieses Progymnasium galt erstmals als „Höhere Stadtschule“ Kirns, wurde 1828 allerdings in eine Rektoratsschule umgewandelt. Eine Erweiterung fand 1860 statt, als das Fünf-Klassen-Modell „Sexta bis Obertertia“ eingeführt wurde. Das Abitur mussten die Kirner Schüler noch bis 1965 in den benachbarten Städten Sobernheim oder Idar-Oberstein ablegen.
1918 musste das Schulgebäude zwangsweise geschlossen werden, aufgrund der Einquartierung deutscher- bzw. französischer Truppen im Ersten Weltkrieg. Die Schule konnte jedoch bereits ein Jahr später wieder eröffnet werden. 1938 zog der Schulbetrieb in die „Villa Simon“, die ab 1939 allerdings teilweise für militärische Zwecke beschlagnahmt wurde. 1944 wurde das Gebäude durch Bombenangriffe schwer beschädigt und musste geschlossen werden; im November 1945 wurde das Gymnasium im ehemaligen Piaristenkolleg (dem heutigen Kirner Rathaus) wiedereröffnet.
1960 fand eine Verstaatlichung des Gymnasiums statt. 1966 zog das Gymnasium von der Innenstadt in ein neues Gebäude am Stadtrand um; im selben Jahr fand die erste Abiturprüfung in Kirn statt. Das heutige Modell der Oberstufe, die Mainzer Studienstufe (MSS), wurde im Jahre 1970 eingeführt. 1991 wurde eine Festschrift zum Jubiläum „225 Jahre Piaristen-Kolleg und 25 Jahre neues Gymnasium“ veröffentlicht.
Eine Benennung der Schule, die über das prosaisch-funktionelle „Gymnasium Kirn“ hinausginge, ist mehrfach diskutiert worden. Für eine Namenspatenschaft wurde u. a. der Kirner Arbeiterdichter Julius Zerfaß diskutiert und wieder verworfen; der Name Wilhelm Dröschers ist bereits für eine Schule vergeben. Die Schulleitung zeigt sich jedoch mit der aktuellen Situation zufrieden.
Zurzeit besuchen rund 520 Schüler das Gymnasium Kirn, sie werden betreut von ca. 50 Lehrern (ohne Referendare).

## Fördermaßnahmen
Angeboten wird ein umfassendes Förderprogramm. Das „Kirner Modell“ ist hierbei ein bekanntes Fördermodell. Während an vielen Schulen leistungsschwache Schüler besonders betreut werden, kommt das Kirner Modell besonders begabten und leistungsbereiten Schülern entgegen und ermöglicht ihnen, nach Absolvierung eines speziellen Nachholprogramms in der 9. Klasse, eine Stufe zu überspringen.

## Auszeichnungen
Das Kirner Modell gewann den ersten Preis im Landeswettbewerb „Qualität schulischer Arbeit“ (2003/2004) des Ministeriums für Bildung, Frauen und Jugend.
In einer 2005 erschienenen Untersuchung der Zeitschrift Capital von etwa 3000 deutschen Gymnasien belegte das Kirner Gymnasium den 95. Platz und wurde als eine von „Deutschlands besten Schulen“ ausgezeichnet. Da es sich bei der Erstellung des Rankings jedoch ausschließlich um eine Selbsteinschätzung der jeweiligen Schulen handelte, kann diese Studie weder als repräsentativ noch als objektiv angesehen werden.

## Ehemalige
- Erik Bertram (* 1987), Politiker (CDU) und Physiker